# 瓦佐夫角

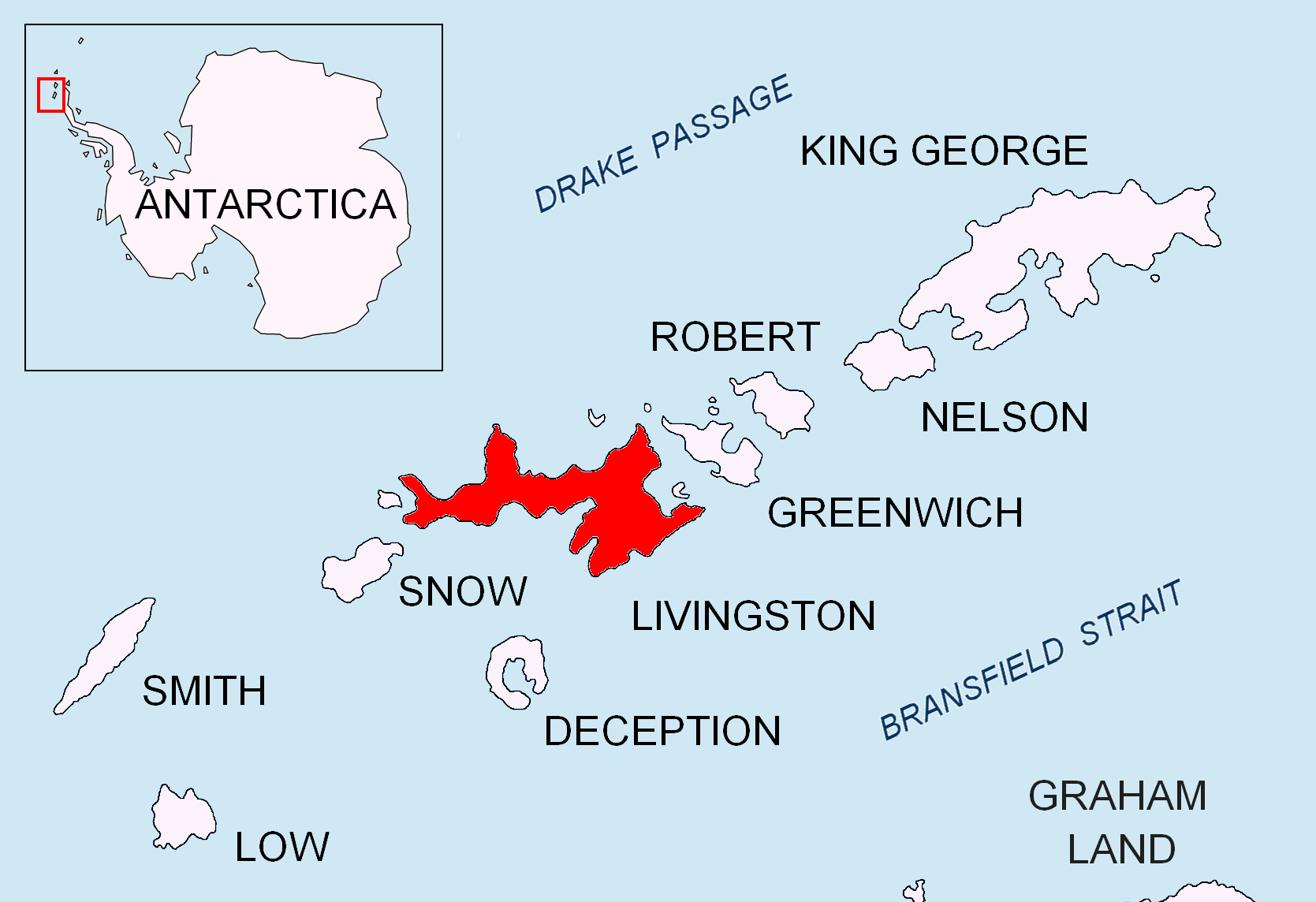

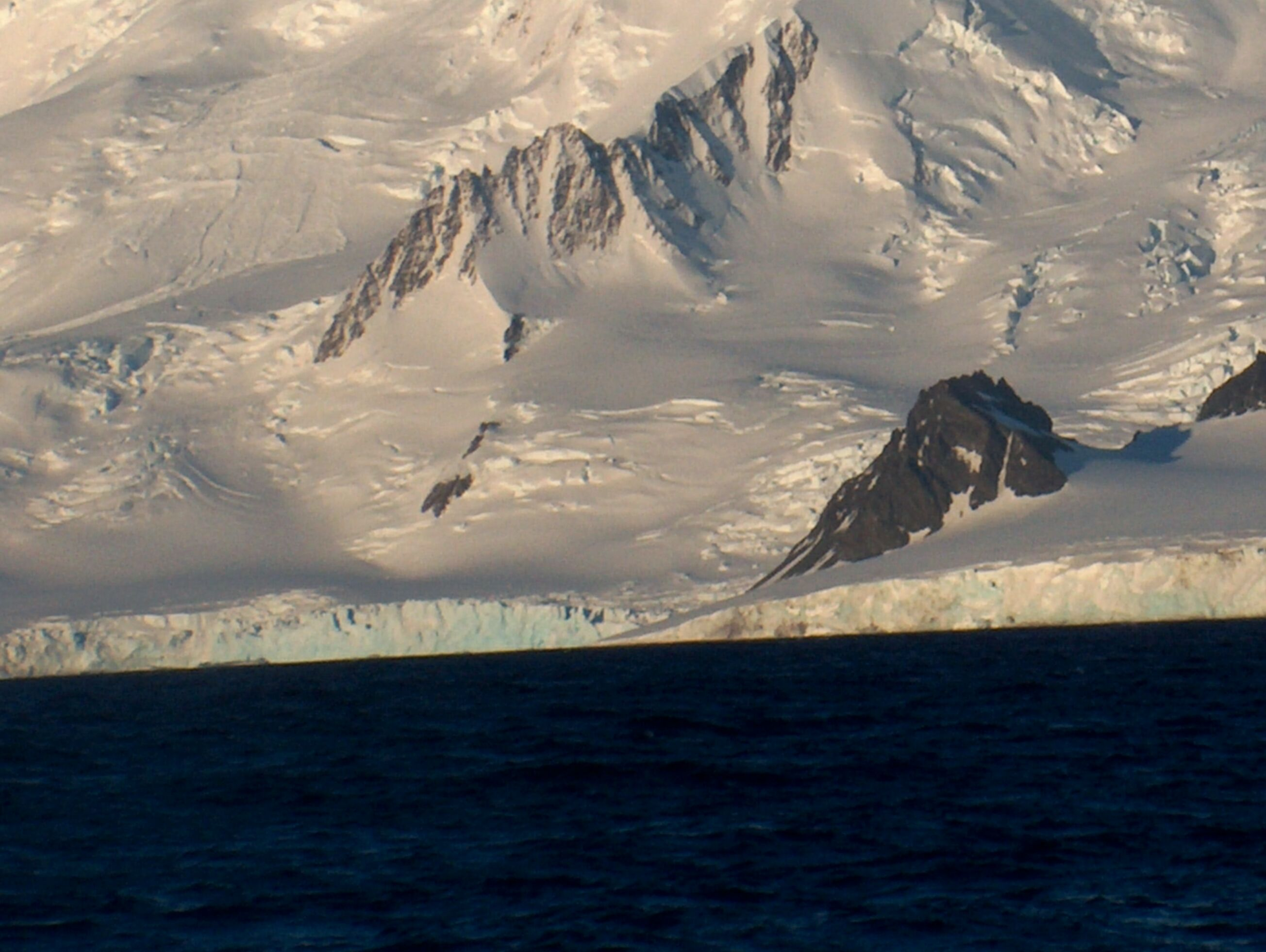

瓦佐夫角（英語：Vazov Point）是南極洲的海岬，位於南設得蘭群島的利文斯頓島，處於塞繆爾角東北面2.35公里和艾托斯角西南3.38公里，現時由南極條約體系管理。

## 外部連結
- SCAR Composite Antarctic Gazetteer（页面存档备份，存于）

62°42′50.5″S 60°06′50″W / 62.714028°S 60.11389°W